# Hasui Kawase
Hasui Kawase (川瀬 巴水 Kawase Hasui?) (Japón, 18 de mayo de 1883 - 7 de noviembre de 1957) fue un artista japonés, siendo uno de los más importantes y prolíficos del Japón moderno en impresión xilográfica. Fue un prominente diseñador del movimiento shin-hanga ("nuevas impresiones"), cuyos artistas pintaban modelos tradicionales con un estilo influenciado por el arte occidental. Como en el caso de los grabados ukiyo-e de la época anterior, las obras de Hasui eran normalmente paisajes, pero con efectos atmosféricos y luz natural.
Hasui diseñó aproximadamente 620 impresiones a lo largo de una carrera que abarcó casi 40 cuarenta años. Hacia el final de su vida, el gobierno le reconoció como Tesoro Nacional Viviente por su contribución a la cultura japonesa.

## Biografía
Nacido en 1883, desde joven Hasui soñó con una carrera artística. Su tío materno era Kanagaki Robun (1829-1894), un escritor y periodista japonés, que produjo la primera revista de manga. Hasui fue a la escuela del pintor Aoyagi Bokusen cuando era joven. Esbozó la naturaleza, copió los grabados en madera de los maestros y estudió la pintura con pincel con Araki Kanyu. Sus padres le obligaron a asumir el negocio familiar de venta al por mayor de cuerdas e hilos, pero el negocio quebró cuando él tenía 26 años, lo cual le liberó para dedicarse al arte.

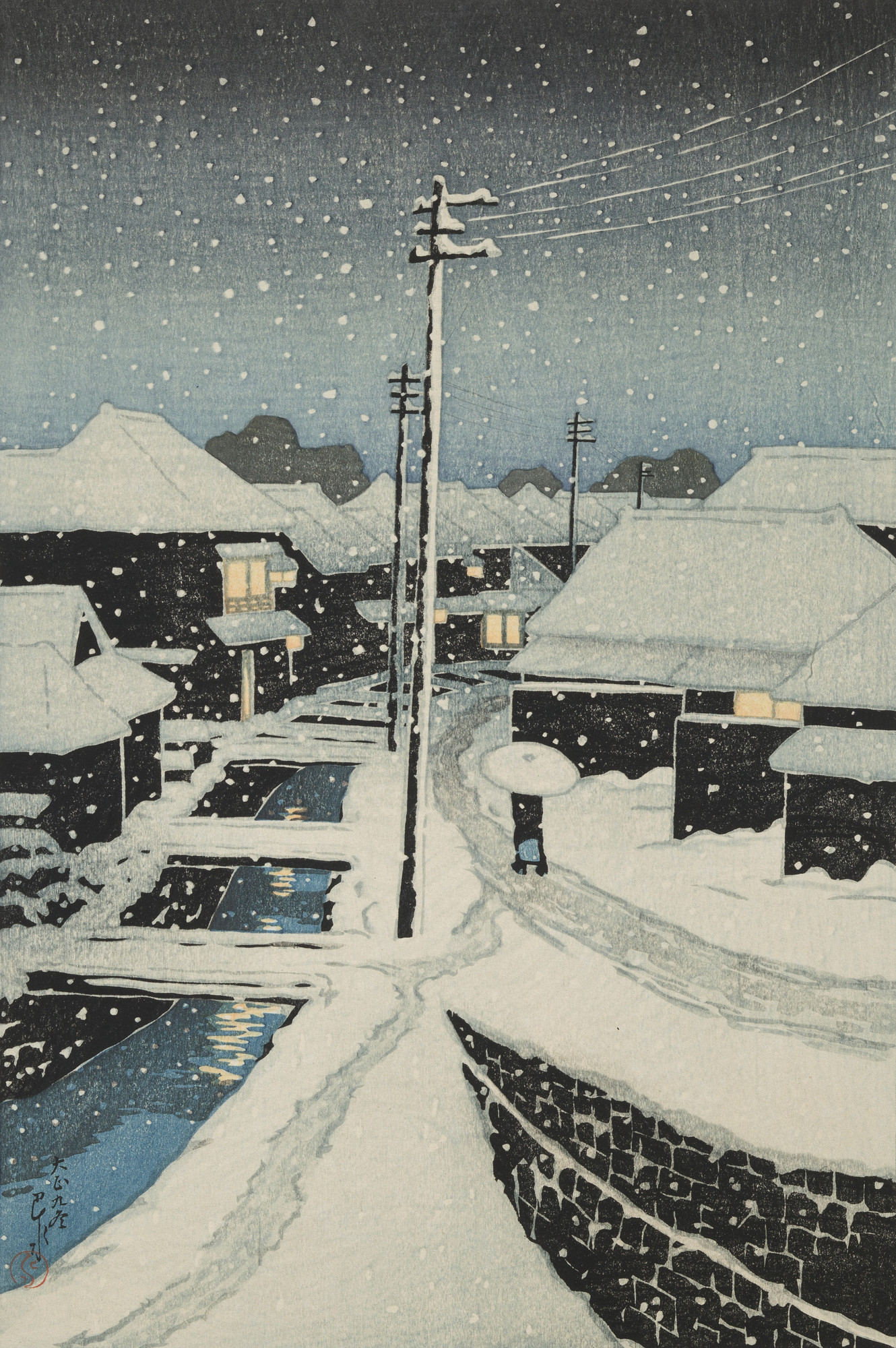
Tarde de nieve en Terashima Village, 1920. De la serie 12 escenas de Tokio.

Se acercó a Kiyokata Kaburagi para que le enseñara, pero Kaburagi lo animó a estudiar pintura de estilo occidental, lo que hizo con Okada Saburōsuke durante dos años. Dos años después, volvió a postularse como estudiante para Kaburagi, quien esta vez lo aceptó. Kiyokata le otorgó el nombre Hasui, que puede traducirse como "agua que brota de un manantial", y se deriva de su escuela primaria combinado con un ideograma de su apellido.
Después de ver una exhibición de Ocho vistas del lago Biwa de Shinsui Itō, Hasui se acercó al impresor de Shinsui, Shōzaburō Watanabe, quien pidió a Hasui que diseñara tres impresiones experimentales que Watanabe imprimió en agosto de 1918. Posteriormente en 1919 imprimió dos series de cada una de las siguientes colecciones: Doce vistas de Tokio, Ocho vistas del sureste, y los primeros Souvenirs of Travel. 
La colección de doce grabados de Hasui, A Collection of Scenes of Japan, que comenzó en 1922, quedó inacabada cuando el gran terremoto de Kantō de 1923 destruyó el taller de Watanabe, incluidos los bloques de madera ya terminados para los grabados aún no distribuidos y los cuadernos de bocetos de Hasui. Hasui viajó por las regiones de Hokuriku, San'in y San'yō en 1923 y, a su regreso en febrero de 1924, desarrolló sus bocetos en lo que se convertiría su tercera serie de Souvenirs of Travel. 
Kawase estudió los ukiyo-e y la pintura de estilo japonés en el estudio de Kiyokata Kaburagi. Se concentró principalmente en hacer acuarelas de actores, escenas de la vida cotidiana y paisajes, muchos de ellos impresos como ilustraciones en libros y revistas en los últimos años del período Meiji y principios del período Taishō.
Durante los cuarenta años de su carrera artística, Hasui trabajó en estrecha colaboración con Shōzaburō Watanabe, editor y defensor del movimiento shin-hanga. Sus obras se hicieron ampliamente conocidas en Occidente a través del connoisseur estadounidense Robert O. Muller (1911-2003).
En 1956, fue nombrado Tesoro Nacional Viviente de Japón. El Comité gubernamental para la preservación de los tesoros culturales inmateriales tenía la intención de honrar el grabado tradicional mediante premios a Hasui e Ito Shinsui en 1953. Debido a que el trabajo de los artistas requería la colaboración entre el diseñador, el grabador y el impresor, se plantearon objeciones sobre el reconocimiento individual de estos artistas. Por lo tanto, encargaron a los artistas que realizaran nuevas impresiones, cuya producción fue cuidadosamente documentada. El biógrafo de Hasui, Narazaki Munishige, fue uno de los que registró el proceso.
Hasui murió el 27 de noviembre de 1957. Había creado alrededor de 620 impresiones a lo largo de su carrera. En 1979 Narazaki publicó una biografía y compiló el primer catálogo razonado del artista. En 1982 se hizo una exposición de 180 de sus grabados en Tokio. El catálogo se titulaba: "Kawase Hasui: El final del camino para Ukiyo-e".
Sus obras se conservan actualmente en varios museos de todo el mundo, incluido el Museo Británico, el Museo de Arte de Toledo, el Museo de Brooklyn, el Museo de Arte de Indianápolis, el Museo de Bellas Artes de Boston, el Museo Metropolitano de Arte, el Museo de Arte de Portland, el Museo de Arte del Condado de Los Ángeles, el Museo de Arte de la Universidad de Míchigan, el Instituto de Arte de Minneapolis, el Stanley Museum of Art, el Walters Art Museum, el Clark Art Institute, el Smart Museum of Art, el Nelson-Atkins Museum of Art, y el Virginia Museo de Bellas Artes.

## Estilo

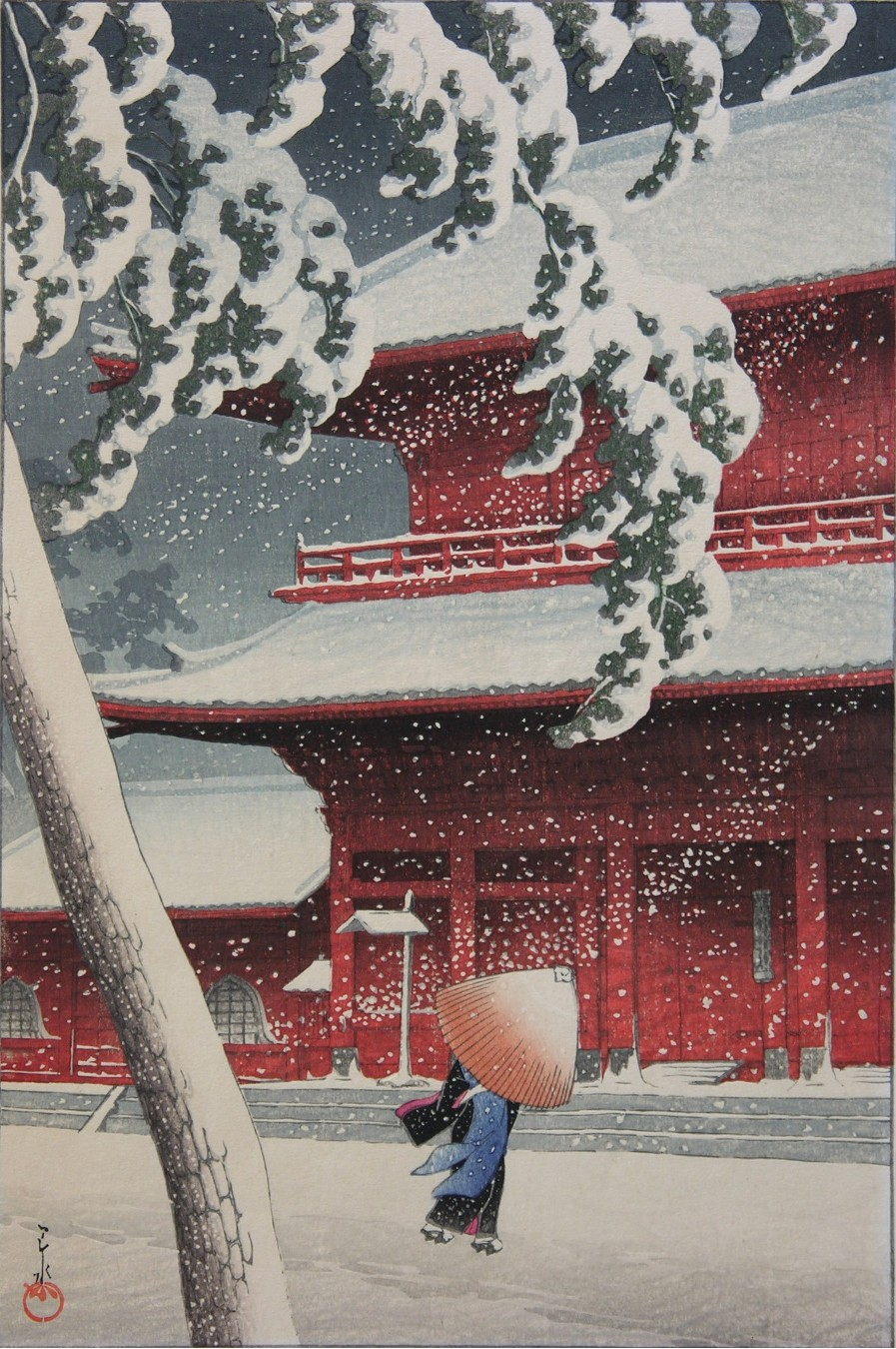
Zōjō-ji en Shiba, 1925. De la serie Veinte vistas de Tōkyō.

Kawase trabajó casi exclusivamente en impresiones de paisajes y paisajes urbanos basados en bocetos y acuarelas que hizo en Tokio y durante sus viajes por Japón. Sin embargo, sus grabados no son meishō (lugares famosos) grabados típicos de los primeros maestros del ukiyo-e como Hiroshige y Katsushika Hokusai (1760-1849). Las impresiones de Kawase presentan lugares tranquilos y oscuros en la urbanización de Japón.
En 1920, Hasui diseñó su primera impresión de nieve cayendo. Sus escenas de nieve se encuentran entre las más originales y mejores de sus obras. Más tarde recordaba "En mis trabajos anteriores hay expresiones novedosas en la línea y las formas del tallado: los artesanos solían quejarse". 
En relación con la relación entre diseñador e impresor, señaló que la interacción entre ambos debía ser muy estrecha, que requería comunicación telepática, y que el proceso sólo llegará a buen fin si las mentes de ambos artistas están alineadas.
Hasui se consideraba a sí mismo un realista y empleó su formación en pintura occidental en sus composiciones. Al igual que Hiroshige, realizó impresiones de viajes y paisajes, aunque el objeto de sus obras eran lugares menos conocidos representados con luces, sombras y texturas naturalistas, sin las leyendas y títulos que eran habituales en las impresiones de la época de Hiroshige.
Kawase dejó una gran cantidad de grabados en madera y acuarelas: muchas de las acuarelas están vinculadas a los grabados en madera. También hizo pinturas al óleo, pergaminos colgantes tradicionales y algunos byōbu (biombos).

## Obras importantes
- Doce escenas de Tokio (1919-1921)
- Vistas seleccionadas de Japón (1922-1926)
- Souvenirs of Travel, vol. I (1919-1920) vol. II (1921)
- Nieve en el templo de Zojo (1953)
- Salón del tono dorado, Hiraizumi (1957; trabajo final de Kawase)

Acerca de la datación de las impresiones: muchas de ellas se reimprimieron en 1960 después de la muerte de Kawase. (En Japón, es inusual numerar las copias, por ejemplo, "5 de 100". )

## Representación de su obra en Colecciones Públicas
- The Temple Honmonji, Ikegami (1931) grabado en madera, Museo de Arte del Condado de Los Ángeles[25]
- Lluvia de principios de verano, río Arakawa (1932) grabado en madera; tinta y color sobre papel, Minneapolis Institute of Art, Minnesota[26]